# António Pinto da Gaia
António Pinto de Gaya (? - ?) foi um militar e administrador colonial português, governador geral do Grão-Pará de 21 de janeiro de 1666 a setembro de 1667 e 1 abril de 1671 a julho de 1674.